# روبرت ستون (كاتب أمريكي)
روبرت ستون (بالإنجليزية: Robert Paul Stone)‏ هو كاتب أمريكي، ولد في 10 مارس 1951 في لوس أنجلوس في الولايات المتحدة.